# 何世耀
何世耀（1886年—1933年1月1日），通稱何耀，香港望族何東家族成員，何東弟何福之三子，著名商人何鴻燊的伯父，畢業於香港皇仁書院，1913年出任保良局總理，於1925年被選為太平紳士，歷任糖商總會會長、南華體育會主席、有利銀行華經理、華商總會幹事值理、洋行辦房聯合會值理、廿四行商會西文主任、金銀貿易場顧問等職。1933年元旦夜9時3刻因久勞成疾感染肺炎而離世。
何世耀娶施炳光長女施燕芳（Ethel Zimmern），兩人育有一子二女，其子為著名放射科醫生何鴻超。